# 中国人民解放军火箭军第六十四基地
中国人民解放军火箭军第六十四基地，位于甘肃省兰州市，是中国人民解放军火箭军基地。

## 沿革
1969年12月10日，以原武威炮兵学校为基础，抽调部分部队组建中国人民解放军第二炮兵第五十六基地。1976年6月移驻青海省。为正军级单位。位于中国人民解放军兰州军区。2016年，在深化国防和军队改革中，改为中国人民解放军火箭军第五十六基地（即96351部队）。
2017年4月18日，中共中央总书记、国家主席、中央军委主席习近平在北京八一大楼接见新调整组建的84个军级单位主官，并对各单位发布训令；中共中央政治局委员、中央军委副主席许其亮宣读习近平主席签发的中央军委关于调整组建军兵种部队和省军区系统军级单位的命令、决定。在这次军级单位调整组建中，以中国人民解放军火箭军第五十六基地为基础，调整组建中国人民解放军火箭军第六十四基地，位于甘肃省兰州市。

## 编制
| 司令部 | 蘭州（35.9387,104.0159）  |                       | 有核   |                           |
| 641旅  | 韓城（35.9387,110.4468）  | 東風-31A              | 是     | 第2個東風-31旅            |
| 642旅  | 大通（36.9495,101.6663）  | 東風-31（東風-31AG?） | 是     | 2019年發現東風-31AG       |
| 643旅  | 天水（34.5315,105.9103）  | 東風-31AG             | 是     | 第1個東風-31AG旅          |
| 644旅  | 漢中（33.1321,106.9361）  | （東風-41）           | （是） | 謠傳東風-41基地           |
| 645旅  | 銀川（38.5938,106.2269）  | ?                     | ?      | 謠傳新旅基地區            |
| 646旅  | 庫爾勒（41.6946,86.1734） | 東風-21C（東風-26?）  | （是） | 2019年與2020年發現東風-26 |
| 647旅  | 西寧（36.6168,101.7782）  | ?                     | ?      | 謠傳新旅基地區            |

## 历任领导
中国人民解放军火箭军第五十六基地
| 司令员 - 吕世英 少将（1971年5月—1978年1月） - 王兴田 少将（1978年1月—1980年7月） - 王洪起 少将（1980年7月—1983年5月） - 左文朴 少将（1983年6月—1985年5月） - 瞿新发 少将（1985年11月—1990年12月） - 朱坤岭 少将（1991年8月—1994年8月） - 靖志远 少将（1994年8月—1997年8月） - 包富红 少将（1997年8月—1999年7月） - 陈有国 少将（1999年7月—2006年1月） - 李启胜 少将（2006年1月—2010年7月） - 邱文明 少将（2010年7月—2015年12月） - 李军 少将（2015年12月—2017年） 副司令员 …… - 朱坤岭 少将（1985年11月—1991年8月） - 张鹤青 少将（1990年6月—1996年12月） - 包富红 少将（1991年8月—1997年8月） - 彭锋熙 少将（1992年8月—1997年8月） - 李仁 少将（1994年12月—1999年7月） - 张余亭 少将（1998年12月—2002年7月） - 高增福 少将（2003年1月—？） - 罗明胜 少将（2003年1月—？） - 万忠林 少将（2005年7月—？） - 李保国 少将（2009年12月—？） - 陈强 少将（？—？） - 刘伟 少将（？—2016年） - 孙梅业 少将（2011年—2014年） - 任永吉 少将（2013年12月—2015年；2016年—2017年） - 李家旗 少将（2013年12月—？） - 张光忠 少将（？—2017年） - 邓立中 少将（2017年—2017年） | 政治委员 - 张芳 少将（1970年1月—1978年1月） - 贺仁 少将（1978年1月—1980年3月） - 倪春溪 少将（1980年3月—1983年5月） - 隋永举 少将（1983年6月—1985年8月） - 李长林 少将（1985年11月—1990年7月） - 赵贵卯 少将（1990年7月—1995年10月） - 梁保锦 少将（1995年10月—2000年2月） - 张孝忠 少将（2000年2月—2002年4月） - 姚念学 少将（2002年4月—2006年8月） - 冯传生 少将（2006年8月—2010年3月） - 张升民 少将（2010年3月—2012年） - 王定放 少将（2012年—2017年） 副政治委员 …… - 陈培森 少将（1988年8月—1990年3月） - 梁保锦 少将（1988年8月—1995年10月） - 洪以佑 少将（1990年7月—1996年12月） - 葛俊德 少将（1999年12月—2001年12月） - 郭俊波 少将（2001年12月—2002年7月） - 杨本义 少将（2001年7月—2004年7月） - 李春江 少将（2003年1月—？） - 车发顺 少将（？—2009年） - 朱忠良 少将（2009年—2013年） - 潘吉慧 少将（2013年—2017年） |

| 参谋长 …… - 程席珍 少将（1985年11月—1991年7月） …… - 王久荣 少将（1997年12月—1999年12月） - 高增福 少将（1999年12月—2003年1月） - 万忠林 少将（2003年1月—2005年7月） - 邱文明 少将（2005年7月—2007年6月） - 李保国 少将（？—2009年12月） - 李洪军 少将（2010年7月—2012年6月） - 汪晓初 少将（2012年6月—2014年） - 由绍平 少将（2014年—2017年） | 政治部主任 …… - 李贤勋 少将（1988年8月—1990年6月） …… - 葛俊德 少将（1995年7月—1999年12月） …… - 车发顺 少将（2002年12月—？） - 毕永军 少将（？—？） - 高海华 少将（？—2012年） - 李阳 少将（2012年—2017年） |

| 总工程师 …… - 贺先觉 少将（？—？） - 史星亮 少将（1998年10月—2005年1月） - 宋建会 少将（？—？） - 胡玉明 少将（？—2017年） | 副总工程师 …… - 屈明富 少将（1998年10月—？） - 邓宪昌 少将（1998年10月—？） - 吕廷珩 少将（1998年10月—？） …… - 王贞奎 少将（？—？） - 宋文彬 少将（？—？） |

中国人民解放军火箭军第六十四基地
| 司令员 副司令员 | 政治委员 - 何骏 少将（2017年—） 副政治委员 |

| 参谋长 | 政治工作部主任 |

| 总工程师 | 副总工程师 |